# Antillaster
Antillaster is een geslacht van uitgestorven zee-egels uit de familie Antillasteridae.

## Soorten
- Antillaster arnoldi H.L. Clark, 1927 †
- Antillaster bonairensis Pijpers, 1933 †
- Antillaster brachypetalus Sánchez Roig, 1952 †
- Antillaster cartagensis Sánchez Roig, 1949 †
- Antillaster depressus Sánchez Roig, 1951 †
- Antillaster estenozi Sánchez Roig, 1949 †
- Antillaster expansus Sánchez Roig, 1953 †
- Antillaster giganteus Sánchez Roig, 1951 †
- Antillaster guevarai Sánchez Roig, 1952 †
- Antillaster herrerae Sánchez Roig, 1951 †
- Antillaster jaumei Sánchez Roig, 1953 †
- Antillaster lamberti Jeannet, 1928 †
- Antillaster mortenseni Sánchez Roig, 1952 †
- Antillaster rojasi Sánchez Roig, 1951 †